# Guillermo García-López
Guillermo García-López (n. 4 iunie 1983, La Roda) este un jucător profesionist spaniol de tenis.
1. 1 2 3  Association of Tennis Professionals website[*] Verificați valoarea |titlelink= (ajutor)